# Liste der SPNV-Linien im Nordhessischen Verkehrsverbund
Die nachfolgende Liste enthält die Linien des Schienenpersonennahverkehrs im Nordhessischen Verkehrsverbund.
Zentrale Knotenpunkte in Nordhessen sind die Kasseler Bahnhöfe Kassel-Wilhelmshöhe und Kassel Hauptbahnhof.

## SPNV-Linien im NVV
Linien oder -abschnitte außerhalb des NVV sind kleiner dargestellt.

### Regionalverkehr
| Linie       | Linienweg | Bediente Strecken                                                                                        | KBS             | Betreiber                      | Takt (in min)                                                                          | Fahrzeuge im Regelbetrieb                         |
| ----------- | --- | --- | --------------- | ------------------------------ | -------------------------------------------------------------------------------------- | ------------------------------------------------- |
| RE 2        | Kassel-Wilhelmshöhe – Hann Münden – Witzenhausen Nord – Eichenberg – Leinefelde – Erfurt Hbf                                                                           | Kassel–Göttingen–Hannover Hann. Münden–Halle Leinefelde–Gotha Bebra–Halle                                | 600, 603, 604   | DB Regio AG Südost             | 120                                                                                    | Siemens Desiro Classic (642)                      |
| RB 4        | Korbach – Volkmarsen – Wolfhagen – Zierenberg – Kassel-Wilhelmshöhe | Warburg–Volkmarsen–Korbach–Sarnau Volkmarsen–Vellmar-Obervellmar Vellmar-Obervellmar–Kassel-Wilhelmshöhe | 612             | Kurhessenbahn                  | 60                                                                                     | Siemens Desiro Classic (642)                      |
| RB 5        | Kassel Hbf – Kassel-Wilhelmshöhe – Melsungen – Rotenburg an der Fulda – Bebra – Bad Hersfeld – Fulda                                                                   | Kassel–Frankfurt Baunatal-Guntershausen–Bebra Frankfurt–Göttingen                                        | 610             | cantus                         | 60                                                                                     | Stadler Flirt (427/428) Bombardier Talent 2 (442) |
| RE 5        | Kassel Hbf – Kassel-Wilhelmshöhe – Melsungen – Bebra – Bad Hersfeld | Kassel–Frankfurt Baunatal-Guntershausen–Bebra Frankfurt–Göttingen                                        | 610             | cantus                         | 60 (Mo–Fr) 120 (Sa + So)                                                               | Stadler Flirt (427/428) Bombardier Talent 2 (442) |
| RB 6        | Eisenach – Hörschel – Herleshausen – Gerstungen – Bebra | Halle–Eisenach–Bebra                                                                                     | 605             | cantus                         | 60 (Mo–Fr) 120 (Sa + So)                                                               | Stadler Flirt (427/428)                           |
| RE 9        | Kassel-Wilhelmshöhe – Hann. Münden – Witzenhausen Nord – Eichenberg – Leinefelde – Nordhausen – Sangerhausen – Halle Hbf                                               | Hannover–Göttingen–Kassel Halle–Hann. Münden                                                             | 590 600 611     | Abellio Rail Mitteldeutschland | 120                                                                                    | Bombardier Talent 2 (442 drei- oder fünfteilig)   |
| RE 11 (RRX) | Kassel-Wilhelmshöhe – Hofgeismar – Warburg (Westf) – Altenbeken – Paderborn Hbf – Hamm (Westf) – Dortmund Hbf – Bochum Hbf – Essen Hbf – Duisburg Hbf – Düsseldorf Hbf | Kassel–Warburg Warburg–Hamm Hamm–Dortmund Dortmund–Duisburg Duisburg–Köln                                | 415.1 415.2 490 | National Express               | 60 (mit Lücken)                                                                        | 1–2× Siemens Desiro HC (160 km/h)                 |
| RE 30       | Kassel Hbf – Kassel-Wilhelmshöhe – Wabern – Treysa – Marburg (Lahn) – Gießen – Frankfurt (Main)                                                                        | Kassel–Frankfurt                                                                                         | 635             | DB Regio AG Mitte              | 120 Treysa–Frankfurt alternierend mit RE 98                                            | 114 / 146 + 6–7 Doppelstockwagen                  |
| RB 38       | Kassel Hbf – Kassel-Wilhelmshöhe – Wabern – Treysa | Kassel–Frankfurt                                                                                         | 635             | Kurhessenbahn                  | HVZ einzelne Fahrten                                                                   | Siemens Desiro Classic (642)                      |
| RE/RB 39    | Kassel Hbf – Kassel-Wilhelmshöhe – Wabern – Fritzlar – Bad Wildungen                                                                                                   | Kassel–Frankfurt Wabern–Bad Wildungen                                                                    | 621             | Kurhessenbahn                  | 60 (Mo–Fr) 120 (Sa+So) (RE und RB fahren alternierend.)                                | Siemens Desiro Classic (642)                      |
| RB 83       | Göttingen – Eichenberg – Witzenhausen Nord – Hann Münden – Kassel Hbf (fährt im Abschnitt Göttingen – Eichenberg mit RB 87 vereinigt)                                  | Frankfurt–Göttingen Halle–Hann. Münden Hannover–Hann. Münden–Kassel                                      | 611             | Cantus                         | 60 30 (HVZ)                                                                            | Stadler Flirt (427/428)                           |
| RB 85       | Göttingen – Wesertal-Vernawahlshausen – Bodenfelde – Bad Karlshafen – Höxter-Ottbergen – Altenbeken – Paderborn Hbf                                                    | Göttingen–Bodenfelde Northeim–Ottbergen Kreiensen–Langeland Altenbeken–Hannover Hamm–Warburg             | 355 Süd         | NordWestBahn                   | 60 (Mo–Fr) 120 (Sa+So)                                                                 | Bombardier Talent (643)                           |
| RB 87       | Göttingen – Eichenberg – Eschwege – Bebra (fährt im Abschnitt Göttingen – Eichenberg mit RB 83 vereinigt)                                                              | Frankfurt–Göttingen                                                                                      | 613             | Cantus                         | 60                                                                                     | Stadler Flirt (427/428)                           |
| RE/RB 97    | Marburg (Lahn) – Frankenberg (Eder) – Korbach – Brilon Wald – Brilon Stadt                                                                                             | Wega–Brilon Wald Volkmarsen–Korbach–Sarnau                                                               | 622             | Kurhessenbahn                  | 60 (Marburg–Frankenberg), 60–120 (Frankenberg–Brilon) (RE und RB fahren alternierend.) | Siemens Desiro Classic (642)                      |
| RE 98       | Kassel Hbf – Kassel-Wilhelmshöhe – Wabern – Treysa – Marburg (Lahn) – Gießen – Frankfurt (Main)                                                                        | Kassel–Frankfurt                                                                                         | 635             | Hessische Landesbahn           | 120 Treysa–Frankfurt alternierend mit RE 30                                            | Stadler Flirt (429)                               |

Die Linie RE 1 Göttingen – Leinefelde – Erfurt – Gera – Glauchau befährt auf einem kurzen Abschnitt bei Eichenberg das Gebiet des NVV ohne Halt.

### RegioTram
Die drei Linien der RegioTram Kassel werden von der Regionalbahn Kassel GmbH (RBK) mit Zweisystem-Fahrzeugen des Typs RegioCitadis von Alstom gefahren.
Sie verkehren (außer an Feiertagen) montags bis freitags sowie samstags bis in den späten Nachmittag im 30-Minuten-Takt  sowie samstagsabends, sonntags und feiertags im Stundentakt. (Ausnahmen sind unten gelistet.)
| Linie | Verlauf | Bediente Strecke(n)                           | KBS |
| ----- | --- | --------------------------------------------- | --- |
| RT 1  | Holländische Straße – Königsplatz – Rathaus/Fünffensterstraße – Kassel Hbf – Hofgeismar-Hümme                                                            | Harleshäuser Kurve Kassel–Warburg             | 435 |
| RT 4  | Holländische Straße – Königsplatz – Rathaus/Fünffensterstraße – Kassel Hbf – Zierenberg – Wolfhagen (Zierenberg – Wolfhagen nur alle 60 min, auch mo-sa) | Harleshäuser Kurve Kassel–Volkmarsen          | 612 |
| RT 5  | Auestadion – Rathaus/Fünffensterstraße – Kassel Hbf – Melsungen                                                                                          | Kassel–Frankfurt Baunatal-Guntershausen–Bebra | 610 |

### Straßenbahn
Eine Besonderheit stellt die Straßenbahn-Linie 4 der Kasseler Straßenbahn dar. Sie verkehrt zwischen Kaufungen und Hessisch Lichtenau weitestgehend nach der Eisenbahn-Bau- und Betriebsordnung (EBO) auf der Bahnstrecke Kassel–Waldkappel. Betrieben wird sie von der Kasseler Verkehrs-Gesellschaft (KVG). Auch wenn, neben der Straßenbahn-Linie 4, die RegioTram-Linie 2 seit Juli 2007 nicht mehr auf dieser Strecke verkehrt, ist die Strecke auch weiterhin integraler Bestandteil des Regio-Tram-Systems.
| 4 | Druseltal – Bahnhof Kassel-Wilhelmshöhe – Bebelplatz – Königsplatz – Leipziger Platz – Kaufungen – Helsa – Hessisch Lichtenau | Kassel–Kaufungen: 15 min (Mo–Sa) 30 min (So) Kaufungen–Helsa: 30 min 15 min (HVZ) Helsa–Hess. Lichtenau: 60 min 30 min (HVZ) |